# Jürgen von Alten
Pour les articles homonymes, voir Alten (homonymie).
Jürgen von Alten (né le 12 janvier 1903 à Hanovre et mort le 28 février 1994 à Lilienthal, en Basse-Saxe) est un acteur et réalisateur allemand. En tant que metteur en scène, il s'est illustré dans des comédies et des drames sentimentaux.

## Filmographie

### Réalisateur
- 1936 : Stärker als paragraphen
- 1936 : Suzanne im Bade
- 1937 : Heimweh
- 1938 : In geheimer mission
- 1939 : Das gewehr über
- 1939 : Parkstrasse 13
- 1939 : Roman eines arztes (Retour à la vie)
- 1940 : Angelika (Le Prix du silence)
- 1941 : Am abend auf der heide (Jeunes filles d'aujourd'hui)
- 1941 : Sonntagskinder
- 1942 : Fahrt ins abentauer
- 1950 : Herzen im sturm
- 1955 : Die Herrin vom Sölderhof
- 1956 : Tischlein deck dich

### Acteur
- 1931 : Yorck de Gustav Ucicky
- 1957 : Le Loup et les Sept Chevreaux : le meunier